# 3650 Куньмін
3650 Куньмін (3650 Kunming) — астероїд головного поясу, відкритий 30 жовтня 1978 року.
Тіссеранів параметр щодо Юпітера — 3,122.